# Adelomyrmex brevispinosus
Adelomyrmex brevispinosus é uma espécie de formiga do gênero Adelomyrmex, pertencente à subfamília Myrmicinae.